# アルフレド・ドレフュス
アルフレド・ドレフュス（Alfred Dreyfus フランス語: [alfʁɛd dʁɛfys]、1859年10月9日 - 1935年7月12日）は、フランスの陸軍軍人。ドレフュス事件の被疑者として知られる。最終階級は陸軍中佐。

## 経歴
ドレフュスはフランスのアルザス地方にあるミュルーズでユダヤ人の織物業者一家の7番目の息子として生まれた。父ラファエルは1871年にフランス国籍を取得し、一家はアルザスで長らく生活した。ドレフュスは1877年にエコール・ポリテクニークに入学し、1880年に准尉として卒業した。ドレフュスの陸軍学校への入学は1871年、11歳の時にプロイセン軍がアルザスに進駐したことに非常な影響を受けた。1880年から1882年まで、砲兵士官としての特殊教育を受けるためフォンテヌブローに入学した。卒業と同時にドレフュスは第32胸甲騎兵連隊第1大隊に所属し、1885年に少尉に任官した。1889年にはブールジュの砲兵学校の副管理官となり、大尉に昇進した。
1891年4月18日にドレフュスはリュシ・アダマール（1870 - 1945）と結婚した。2人は後に息子のピエールと娘のジャンヌをもうけた。結婚の3日後に、上級陸軍大学への入学許可通知を受け取る。2年後にクラスで9番目の成績で卒業し、直ちに陸軍司令部付き士官に任命された。ドレフュスは唯一のユダヤ人士官であった。このとき、父ラファエルが1893年12月13日に死去している。
1892年の試験でドレフュスの友人は、ドレフュスが合格して参謀となることを期待した。しかしながら陪審員の一人ボヌフォン将軍が「ユダヤ人は望まれていない」という口実の下、ドレフュスの成績を低下させた報告書を作成し、不合格とした。ボヌフォンはもう一人のユダヤ人将校ピカール中尉の報告書に関しても同様の操作を行った。この事実を知った2人は校長のルブラン・ド・ディオンヌ将軍に抗議を申し出た。将軍は遺憾の意を表したが、その問題解決に関しては無力であった。この抗議は、後にドレフュスに不利に働くこととなった。
アカデミ・ド・ポワチエからの記事（）では「ドレフュスは非常に愛国的な人物で、もし彼がこの事件の犠牲者でなかったなら、彼は「反ドレフュス擁護派」になっていただろう。彼は高慢で非妥協的であり、他の将校仲間とほとんど関係を持たなかった。彼は軍隊内で言われたのと同様に"pisse-froid"（陰気で冷ややかな男）であった。」と記された。1891年にドレフュスが陸軍司令部に加わる際に作成された報告書では、ファブレ大佐はドレフュスのことを「不完全な将校。非常に知的で有能であるが、気取っており他と合わせようとしない。軍司令部に所属させるには良心とマナーを満たすことが必要」と評した。このときドレフュスの性格は、後に自称擁護者に対して抑制力を示した。

### ドレフュス事件
ドレフュスは1894年10月15日に反逆罪で逮捕された。1906年7月12日に最終的な免責を受けるまでの一連の出来事はドレフュス事件として有名である。1895年1月5日に軍籍を剥奪され、南米のフランス領ギアナにある監獄島の悪魔島での終身刑が宣告された。しかし、その後1899年9月19日に釈放された。釈放後は妹とカルパントラで暮らした。
免責の後、少佐に昇進して軍への再入隊を許可された。入隊一週間後にレジオンドヌール勲章を受章し、ヴァンセンヌで砲兵隊長に任命された。1906年10月15日にサンドニで砲兵部隊の司令官となった。しかし悪魔島での獄中生活で健康を害していたドレフュスは、1907年10月に軍を退役した。第一次世界大戦が勃発すると再度招集され、パリ地域に配属された。また、1908年にエミール・ゾラの遺骨をパンテオンに奉納する式典に出席していた際、不満を持ったジャーナリストに銃撃され腕を負傷した。
ドレフュスは1935年にパリで没したが、ドレフュスの死の2日後に葬列がコンコルド広場を通り、その日は祝日となった。ドレフュスの遺体はモンパルナス墓地に埋葬されている。
2025年6月2日、フランス下院はドレフュスを准将に昇進させる法案を全会一致で可決した。今後、上院で審議される。同法案は、ガザ地区におけるイスラエルとハマスの戦闘を受けて引き起こされる、ユダヤ系住民への嫌がらせといった反ユダヤ主義に対し、フランス政府が反対姿勢を示す狙いがある。

### その他
アメリカの俳優、リチャード・ドレイファスはドレフュスの親類と称しているが、異説もある。

## 文献案内
- Lettres d'un innocent (Letters from an innocent man) (1898)
- Les lettres du capitaine Dreyfus à sa femme (Letters from capitaine Dreyfus to his wife)(1899), written at Devil's Island
- Cinq ans de ma vie (5 years of my life)(1901)
- Souvenirs et correspondance, posthumously in 1936